# Moliy
Moliy Ama Montgomery, née le 4 octobre 2001 à Accra, est une chanteuse et compositrice ghanéenne-américaine. Elle a connu la renommée avec le single collaboratif de 2021 avec Sad Girlz Luv Money (en) d'Amaarae (feat. Kali Uchis), devenu un succès dans les charts, atteignant la 80e place du Billboard Hot 100 aux USA et culminant à la 29e place au Royaume-Uni.

## Biographie et carrière
Moliy est née et a grandi à Accra, au Ghana. Elle s'installe en Floride en 2021.
En 2020, Moliy sort son premier EP Wondergirl, qui est diffusé en Gambie, au Nigeria et au Kenya. En 2024 sort Shake It to the Max (Fly) (en) avec le producteur jamaïcain Silent Addy. Le morceau se propage sur TikTok et se classe au Royaume-Uni au premier rang du UK Afrobeats Singles Chart et au 13e rang du UK Singles Chart, ce qui en fait son deuxième single à succès,.